# Nəriman Nərimanov (stanice metra v Baku)
Nəriman Nərimanov je stanice na lince 1 a 2 metra v Baku, která se nachází mezi stanicemi Gənclik a Ulduz. Z ní vede vlečka do depa Nəriman Nərimanov, na které se nachází stanice Bakmil.

## Popis
Stanice Nəriman Nərimanov byla otevřena 6. listopadu 1967 v rámci výstavby úseku mezi stanicemi Bakı Soveti – Nəriman Nərimanov. Byla konečnou stanicí až do otevření stanice Ulduz v roce 1970. Původně se měla jmenovat „Montino“ na počest revolucionáře Petera Montina. Ve fázi dokončování však bylo rozhodnuto pojmenovat ji po významném ázerbájdžánském státníkovi, lékařovi a dramatikovi Nərimanu Nərimanovovi, který byl v letech 1920–1922 předsedou Rady lidových komisařů Ázerbájdžánské SSR.
Stanice se nachází v centru Baku, na křižovatce ulic Təbriz a Ağa Nemətulla. Výstupy ze stanice vedou k parku Nərimanov, kinu Nərimanov a zubní poliklinice.
Dne 28. října 1995 vypukl požár ve vlaku jedoucím ze stanice Ulduz do stanice Nərimanov. Tato nehoda je považována za největší nehodu metra v historii.